# Bill Esterson
Pour les articles homonymes, voir Esterson.
William Roffen Esterson, né le 27 octobre 1966, est un homme politique britannique.
Il est député travailliste de Sefton Central, élu pour la première fois à l’élection générale de 2010. Il est nommé « ministre fantôme » du Commerce et de l'Industrie depuis 2021.

## Biographie
Il est titulaire d'un double diplôme en mathématiques et philosophie de l'université de Leeds. Il suit une formation dans un grand cabinet comptable et devient ensuite directeur d'un cabinet de conseil en formation.
Avant d'être élu député, il est conseiller pour River Ward à Medway, une autorité locale dans le Kent. Lorsque le conseil de Medway est créé en 1997, Esterson est élu pour représenter le quartier de Town Ward. Il siège jusqu'en 2003, date à laquelle les limites de circonscriptions sont modifiées. Il est conseiller de St Margaret's et du quartier Borstal au conseil municipal de Rochester-upon-Medway, qui est dissout pour former le conseil municipal de Medway.
En janvier 2015, Esterson propose un projet de loi introduisant un étiquetage obligatoire des boissons alcoolisées avertissant des dangers potentiels de la consommation d'alcool pendant la grossesse. Esterson est nommé « ministre fantôme » des petites entreprises en septembre 2015. Il est ministre fantôme du Commerce international en 2020.